# Каната
Каната — античне місто у Зайорданні, котре передувало сучасному Канавату (сирійська провінція Ес-Сувейда, за дев’ять десятків кілометрів на південний схід від Дамаску та всього за менш ніж десяток кілометрів від центру провінції міста Ес-Сувейда).

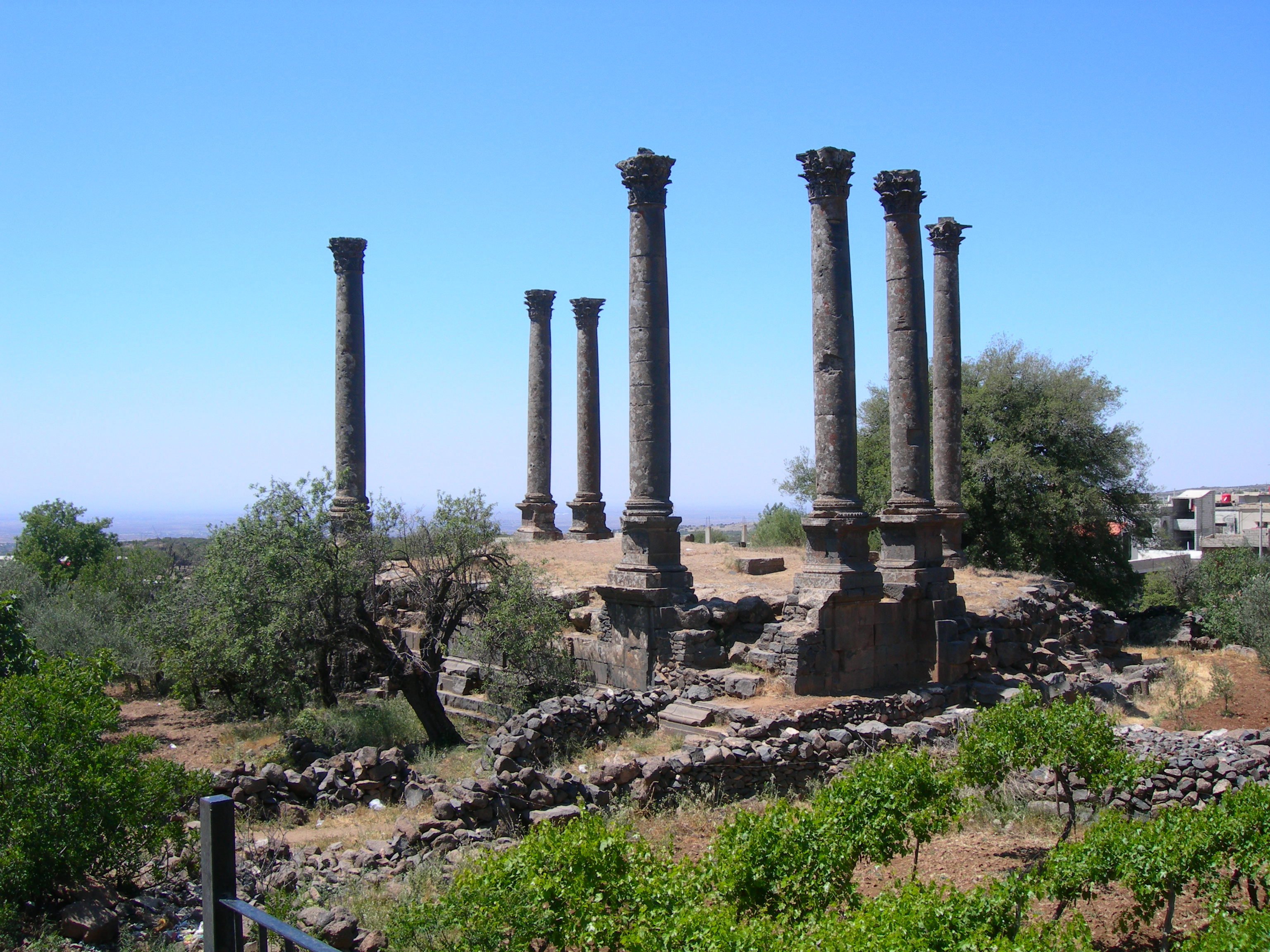
Залишки Храму Раббоса

## Історія Канати
Історію розташованої у Зайорданні на схилах масиву Джебель-Друз (стародавній Авран) Канати за всіма наявними звістками – літературними, епіграфічними, нумізматичними – можливо прослідкувати не раніше, ніж до подій 64/63 року до н.е. Тоді в цей регіон прибуло римське військо, котре вигнало із Сирії вірменського царя Тиграна II, який, в свою чергу, за десяток років до того відібрав її у представників династії Селевкідів. Провідник римлян Помпей вирішив не відновлювати державу цих сирійських царів, а перетворив її на нову провінцію Риму. Південну частину останньої від Дамаску до Філадельфії (сучасна столиця Йорданії Амман) він облаштував у вигляді особливого адміністративного підрозділу – Декаполісу, котрий об’єднав десять міст, до числа яких потрапила й Каната (про це повідомляє нам Пліній Старший, котрий перший навів список членів об’єднання).
Як і майже всі учасники Декаполісу, Каната прийняла нову еру літочислення – помпейську, із початком у тому самому 64/63 році до н.е. Варто підкреслити, що для більшості включених до об’єднання міст прибуття Помпея знаменувало позбавлення від потужної загрози – щонайменше п’ять з них були перед тим захоплені (а інколи, як Пела, і повністю зруновані) юдейськими царями з династії Хасмонеїв. Розташована дещо далі на схід, аніж основна група міст Декаполісу, Каната не згадується Йосипом Флавієм у описанні боротьби з юдеями, проте припинення війн, якими супроводжувався крах держави Селевкідів, не могло не піти їй на користь. 

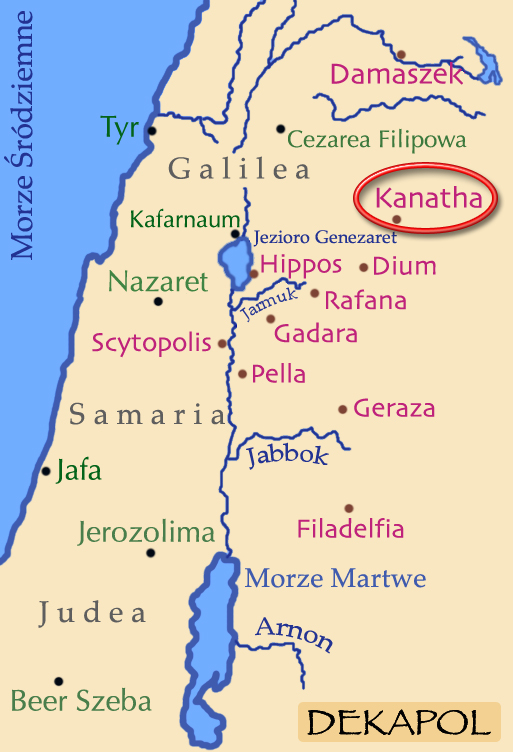
Карта Декаполісу

У 57 році до н.е. в Палестині діяв римський проконсул Авл Габіній, на честь якого місто почало іменувати себе Габінія (у відповідності до написів на монетах). Можливо відзначити, що таке саме найменування прийняли Скіфополіс (ще один член Декаполісу) та, ймовірно, Марісса (місто на південний захід від Єрусалиму), і що за повідомленням Йосипа Флавія Габіній відбудував у Палестині багато міст, серед яких все ті ж Скіфополіс та Маріссу. Сукупність цих відомостей дозволяє припустити отримання Канатою суттєвих благ від Габінія, проте, оскільки немає даних про шкоду для міста під час попередніх війн, важко навіть припустити яких саме.
У 34 році до н.е. Марк Антоній проголосив свого дворічного сина від Клеопатри Птолемея Філадельфа царем Фінікії, Сирії та Кілікії. Фактично цим новим номінальним царством керувала Клеопатра, полководець якої Афеніон діяв у наближених до Аравії місцевостях. Тим часом виникла війна між юдейским правителем Іродом та набатейським царем Маліхом I, котра протікала на землях розташованих  між їх володіннями елліністичних міст. У 31 році до н.е., після перемоги над арабами під Діоном, військо Ірода рушило далі на схід та стрілось з супротивником біля Канати. Після першої сутички юдеї навернули супротивника до втечі, проте Афеніон наказав гарнізону Канати напасти на них з тила. Втомлені попереднім боєм та спантеличені появою позаду нового ворога, юдеї зазнали нищівної поразки, причому арабам вдалось захопити їх табір разом із тими, хто там укрився.
Наступного року Октавіан переможно завершив свою віну з Антонієм та повернув під владу Риму роздані останнім землі. Після цього Каната понад два століття перебувала у складі провінції Сирія, допоки ця адміністративна одиниця не була розділена у 194 році Септимієм Севером на три менші, що мало за мету уникнути зосередження надмірних ресурсів в руках губернатора (на початку свого правління Север був змушений вести війну з претендентом Песценнієм Нігером, котрий керував саме Сирією). Центральна частина провінції, до якої відносилась Каната, отримала назву Сирія-Фінікія та провінціальну столицу у Тірі.

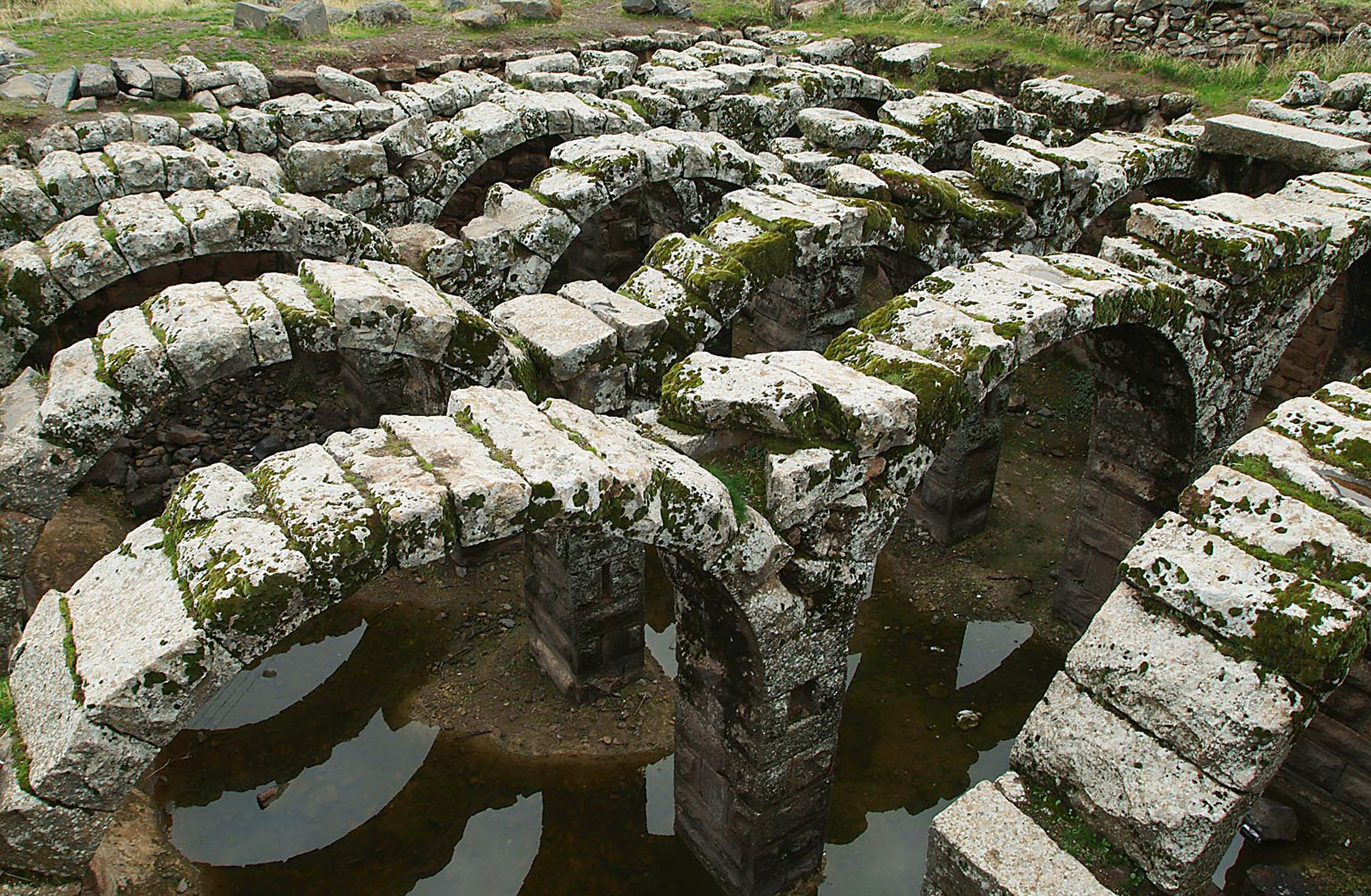
Цистерни для зберігання води

З часів правління сина Септимія Севера Каракалли походить знайдений в Канаті присвячувальний напис на честь його матері Юлії Домни, встановлений центуріоном III Киренаїкського легіону, котрий базувався у сусідній з Сирією-Фінікією провінції Аравія Петреа. А з часів правління Александра Севера відомий напис, віднайдений на вулканічному плато Леджа (антична Трахонітида, північно-західніше від Канати). За нашим літочисленням він відноситься до 225 року, при цьому датований з використанням ери міста Босра, котре відносилось до Аравії. Це надало підстави для висновку про передачу певної території, і Канати у тому числі, зі складу Сирії-Фінікії до Аравії Петреа, що ймовірно відбулось в період правління Септимія Севера (проте не одночасно з поділом Сирії на менші одиниці). 
Септимій Север залишив свій слід в історії Канати і більш прямим способом – це місто при ньому отримало статус колонії та нову назву Септимія Каната. Цікаво, що відомості про це наразі містяться у двох поховальних написах, котрі знайшли далеко від Зайордання – один на егейському острові Тасос, а інший у французькому Ліоні. Ще одним віддаленим місцем імперії, де знайшли згадку про мешканців Канати, став Алжир. Із виявленого тут напису стало відомо про існування формування допоміжних військ під назвою I когорта Канатійців (Cohors prima Flavia Canathenorum).

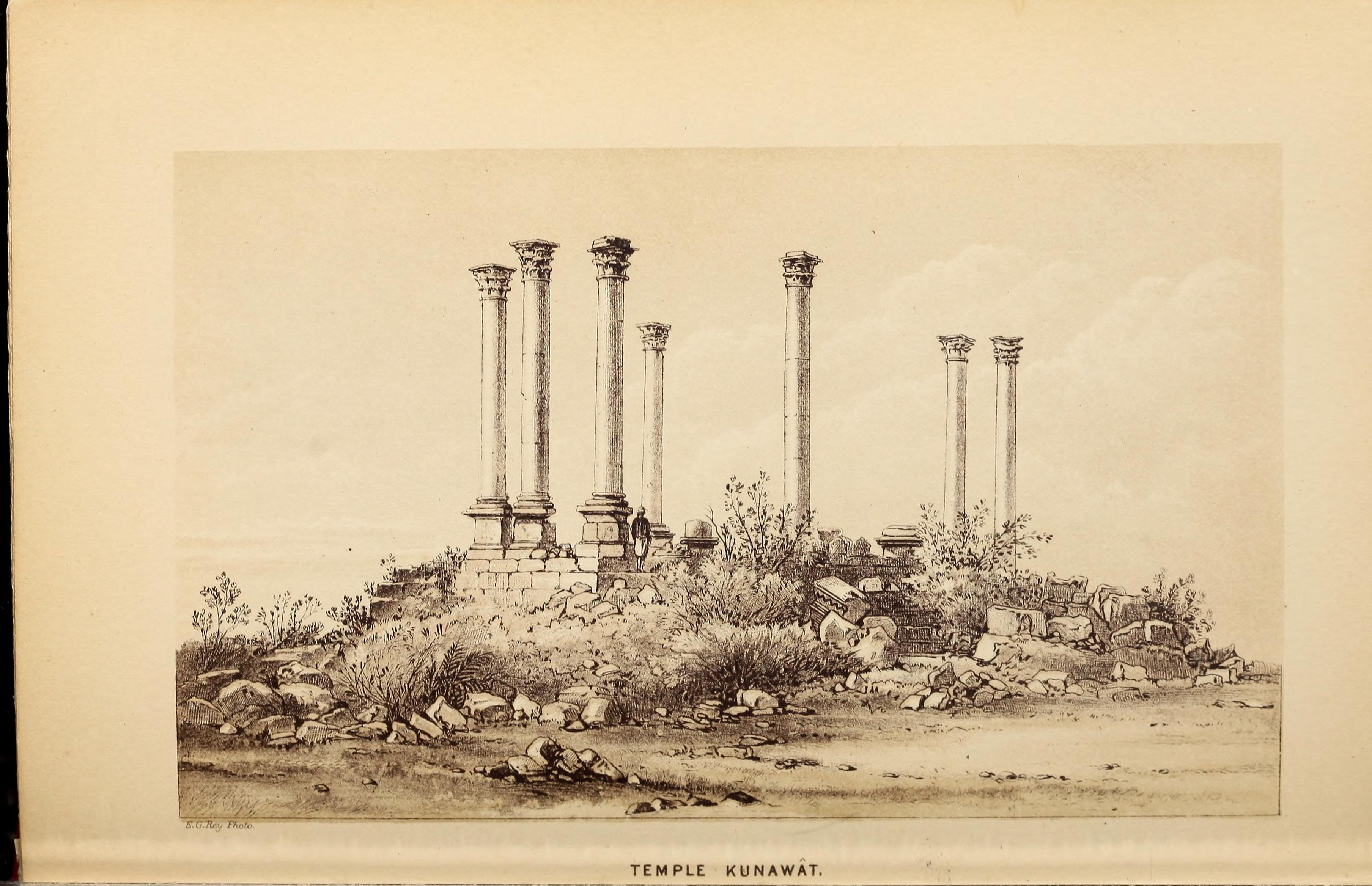
Зображення Храму Раббоса від 1874 року

Знаходячись під владою римлян, Каната у перші століття нової ери карбувала свою монету, зокрема, відомі її випуски часів імператорів Клавдія, Доміціана та Коммода.
З перемогою християнства на зміну язичницьким храмам в Канаті прийшли християнські базиліки, а сама вона стала місцем перебування єпископської кафедри. Відомо про участь канатійських єпископів у Другому ефеському (449), Халкедонському (451) та Константинопольському (459) соборах.
Із арабським завоюванням (середина 630-х років) економічний стан зайорданських міст, котрий і так суттєво поступався часам розквіту римської імперії, погіршився ще більше через зміщення торгових шляхів. Втім, остаточну крапку в історії стародавнього міста поставив сильний землетрус у VIII столітті.
В XIX столітті тут виникло поселення друзів під назвою Канават.

## Споруди міста

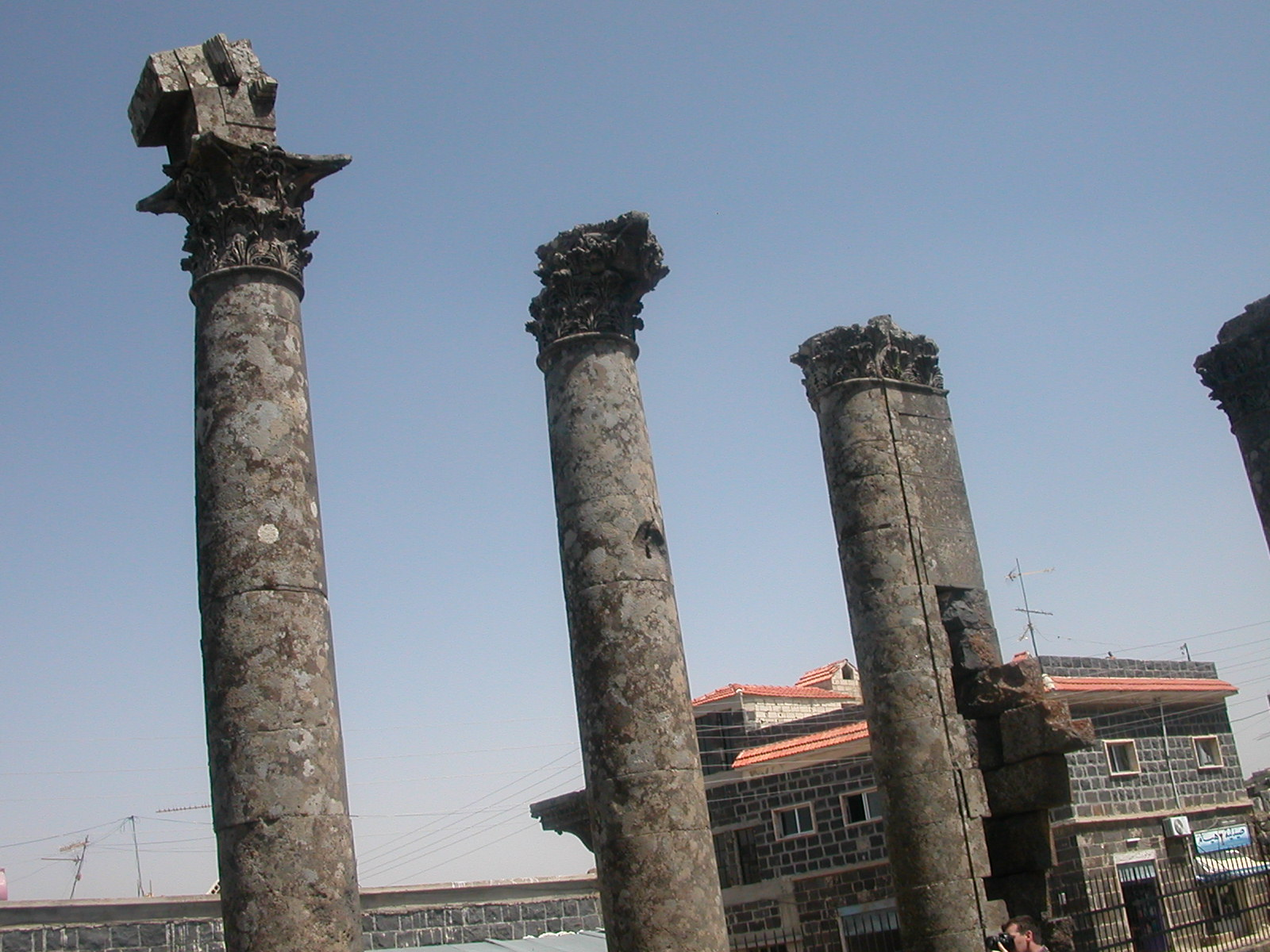
Три колони, котрі колись прикрашали вхід до храму (перебудований на християнську церкву)

### Культові споруди
Каната знаходилась на пагорбі із західної сторони стікаючої з Джебель-Друз Ваді-ель-Гар. Наразі тут серед сучасного міста розкидано кілька античних споруд різного ступеня збереженості. Так, з центральної площі Канавату можна потрапити до комплексу під назвою Серая («палац»). У 1 столітті до н.е. тут спорудили обернений на північ (у сторону площі) храм з шістьома колонами на фасаді – точніше, два кутові елементи були напівколонами, котрі виступали з бічних пірсів. Наразі від цього портику збереглись три колони (включаючи одну кутову), а ліворуч від них (якщо дивитись з площі) та трохи глибше стоїть одна колона від іншого портику, котрий прикрашав вхід до комплексу базиліки (у дохристиянські часи – споруда судово-адміністративного призначення). Далі знаходився оточений колонадами з чотирьох сторін квадратний дворик, за яким вже видніється передня стіна базиліки з трьома проходами. Після перемоги християнства обидві споруди перетворили на християнські церкви, при цьому особливо сильно перебудували храм – його вісь змінили з напрямку північ-південь на захід-схід, для чого замурували прохід з боку портику та подовжили споруду на захід, де звели новий фасад. 

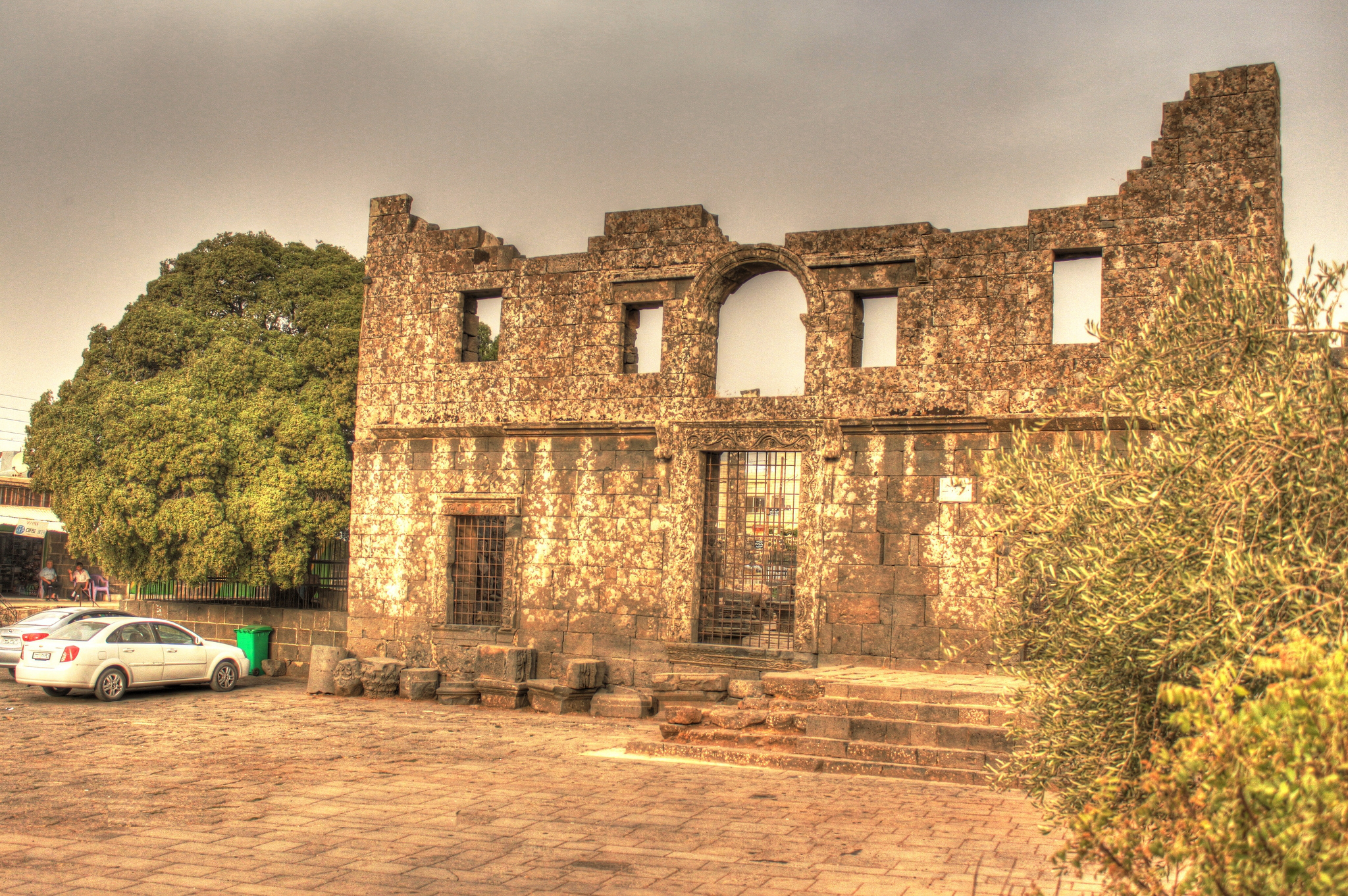
Новий фасад, споруджений для християнської церкви при її створенні на основі язичницького храму (вісь споруди змінили з північ-південь на захід-схід, замурувавши прохід з боку північного портика)

За сотню метрів на південний захід від «Сераї» знаходяться залишки цистерн, де колись запасали воду, та руїни Храму Зевса Мегістоса (Найвеличнішого). Останній колись мав розміри 15х30 метрів та шість колон на фасаді – чотири у першому ряду і дві між антами. Храм спорудили у другій половині 1 століття до н.е. та перебудували у 3 столітті. До наших днів від нього дійшло значно менше, аніж від перетворених на церкви складових «Сераї».

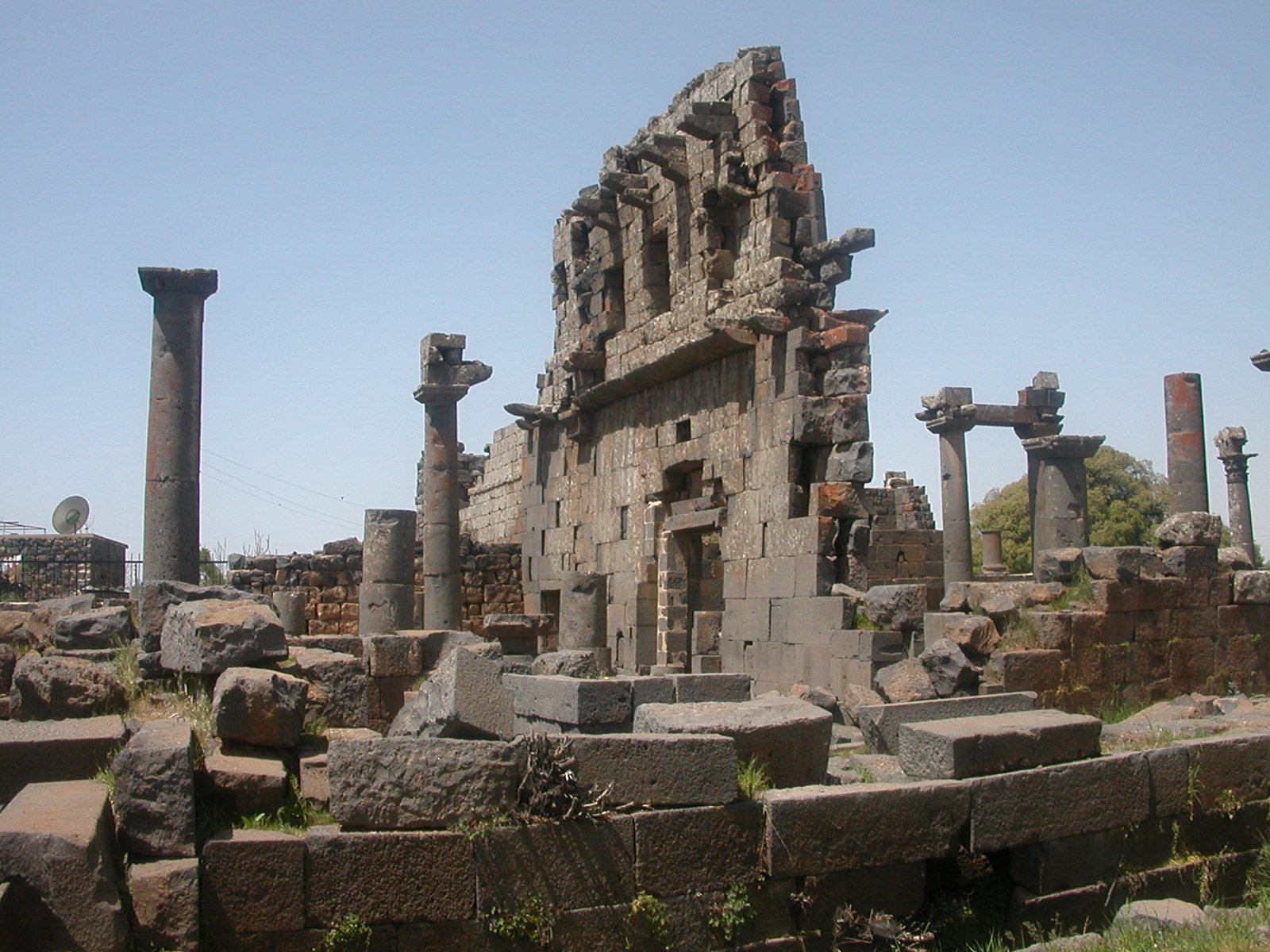
Передня стіна базиліки, перебудованої на християнську церкву (ліворуч залишки кількох колон навколо квадратного дворика перед базилікою)

Ще однією культовою спорудою античного міста є храм, який раніше приписували Геліосу (сонячному богу) – проте віднайдений на початку 2000-х напис дозволив встановити, що він був присвячений місцевому божеству Раббосу. Зведений в кінці 2-го – на початку 3-го століть н.е., храм інкорпорував у себе залишки споруди 1-го століття, ймовірно, зруйнованої землетрусом. Наразі його руїни розташовані у західній частині сучасного міста, в старовину ж храм був винесений на пару сотень метрів за межі оборонної стіни Канати (остання оточувала витягнуту по вершині пагорбу з півдня на північ територію довжиною біля семисот метрів та шириною менш ніж дві сотні метрів). Храм Раббоса мав подіум висотою 3 метри та відносився до периптерів – його центральне приміщення (целлу) з усіх боків оточувала колонада, котра мала подвійний гексастильний портик на фасаді (тобто два ряди по 6 колон), по 9 колон на бічних сторонах та 7 з тилу (останнє є доволі незвичним архітектурним рішенням, оскільки майже завжди кількість колон на протилежних сторонах периптерів була однаковою). Всього (з урахуванням подвійної лічби кутових елементів) Храм Раббоса прикрашала 31 колона з чудовими коринфськими капітелями. Наразі від цієї колонади збереглось лише сім елементів.

### Театр/одеон

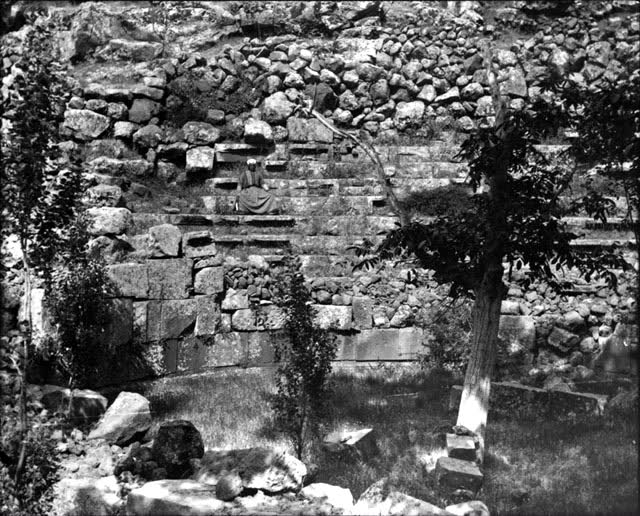
Вигляд театру/одеону у 1900 році

На східній стороні долини Ваді-ель-Гар, за межами колишніх оборонних мурів, знаходяться дві великі споруди, одна з яких колись призначалась для проведення масових заходів. Знайдений тут напис початку третього століття іменує її одеоном та повідомляє про розширення (припускають, що первісна споруда відносилась до 1 століття до н.е.). Одеонами в античному світі називали криті будівлі, призначені для виступів ораторів, поетичних або музичних змагань, при цьому відомі випадки їх збільшення до театрів (як це відбулось, наприклад, із Північним театром у йорданській Герасі). Глядацький зал (театрон) споруди створили з використанням природного рел’єфу, тобто сперши на схил. Наразі він має лише дев’ять рядів, проте вважається, що колись театр міг вмістити 2000 осіб.

### Водні споруди
В період розквіту римської імперії на її території спорудили чимало монументальних фонтанів – німфеїв. Вони розташовувались у центрі міста та зазвичай слугували однією з головних його окрас, як то, наприклад, споруди у йорданських Герасі та Філадельфії чи турецьких Сагалассі та Сіде. Каната також мала німфей, котрий при цьому функціонально відрізняється від названих споруд – він розташовувався в долині на схід від міста та був храмом при джерелі. В цьому плані канатійська споруда ближча до первісної функціональності німфеїв, які лише згодом стали міськими водорозбірними фонтанами з потужною естетичною складовою. Наразі від німфею Канати збереглась значна частина первісної споруди, котра знаходиться південніше від «одеону» у Ваді-ель-Гар.

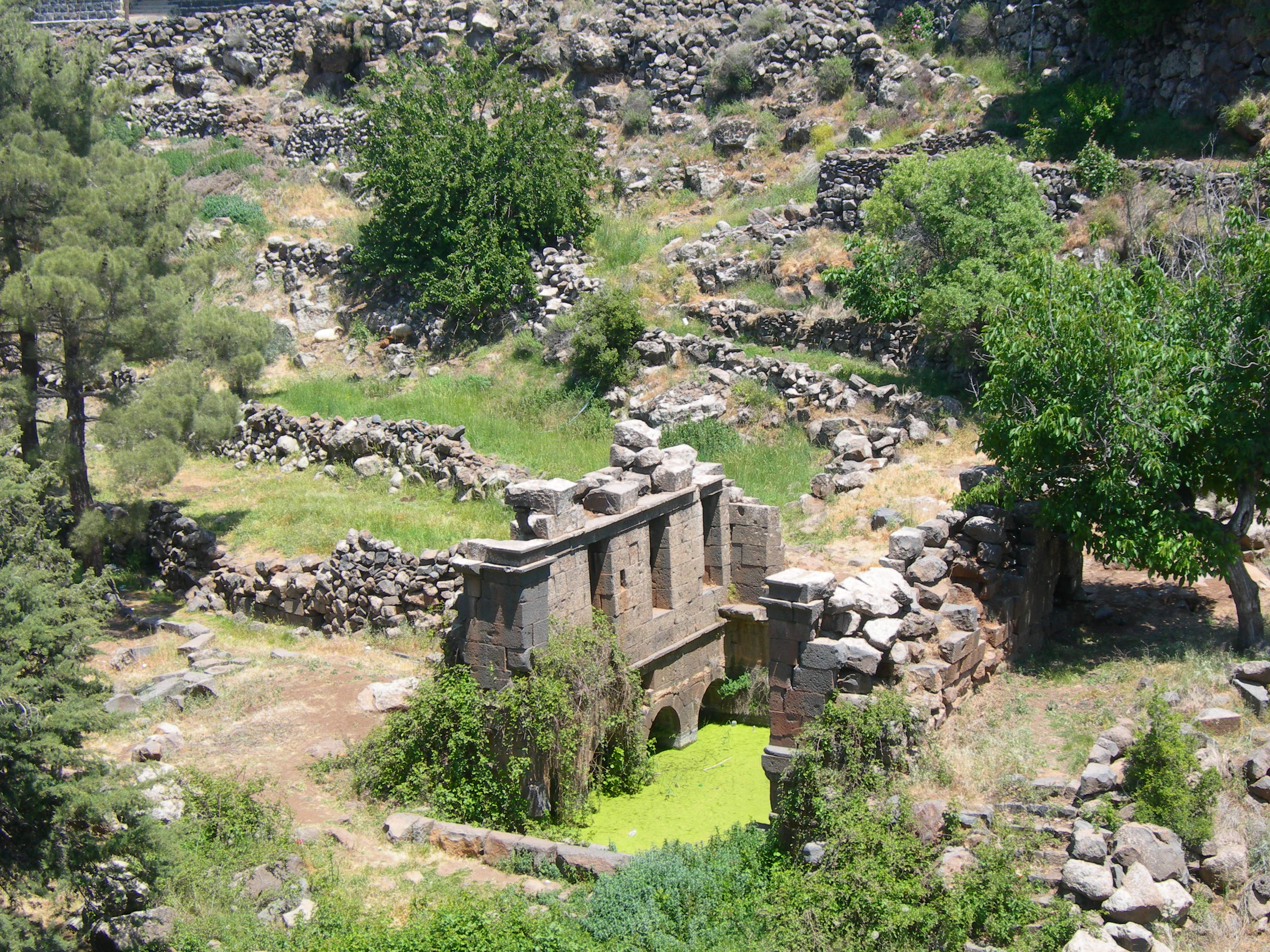
Німфей у Канаті

Взагалі, розташований на схилі гірського масиву район Канати був вельми гарно забезпечений водою – настільки, що живив інші поселення, до яких проклали цілий ряд каналів. У цьому контексті передусім можливо згадати розташовану неподалік Соаду (Діонісіас, сучасну Ес-Сувейду), постачання якої підтверджується знайденою стелою з написом. Враховуючи важливість ресурсу, жителі Соади спільно з канатійцями щорічно провадили свято на честь невідомого бога на майданчику у Dier el-Smedj, за кілометр на північ від Канати (розташована тут споруда сильно пошкоджена, так що навіть не вдалось скласти план святилища).
Від Соади вода розходилась далі по рівнині, досягаючи таких населених пунктів (сучасні назви), як Дейр-Умм-Валад, Ель-Карак, Ель-Мусайфіра (остання знаходиться за три десятки кілометрів від Канати). При цьому в Ель-Караку здійснювалось почитання бога канатійців Зевса Мегістоса, що, як і у випадку з Соадою, підкреслює бажання отримувачів води підтримувати гарні відносини з реципієнтом.
Можливо також зазначити про напис з часів імператора Траяна, в якому Авл Корнелій Пальма Фронтоніан (керував провінцією Сирія між 104 та 108 роками) згадується в зв'язку зі спорудженням акведука до Канати. У цьому випадку є підстави вважати, що мова йде саме про лінію на рівнину, оскільки місце знаходження напису розташоване нижче за Канату.